# 達爾馬提亞王國
達爾馬提亞王國（克羅地亞語：Kraljevina Dalmacija）是哈布斯堡君主國自1815年到1918年期間下轄的一個自治行政區劃（王國）。其首府設在扎達爾。這一地區在1815年之前曾是法蘭西帝國的伊里利亞省。當地的居民以克羅地亞人為主。在第一次世界大戰之後，意大利代表於巴黎和會表示擁有達爾馬提亞的主權統治，但失敗，後這一地區被并入塞爾維亞人、克羅埃西亞人和斯洛維尼亞人王國。